# Concert per a violí núm. 2 (Bartók)
El Concert per a violí núm. 2 de Béla Bartók, Sz. 112, BB 117 va ser escrit entre 1937 i 1938. Durant la vida del compositor, era conegut simplement com el seu Concert per a violí. El seu altre concert per a violí, el Concert per a violí núm. 1, Sz. 36, BB 48a, va ser escrit entre els anys 1907 i 1908, però no es va publicar fins al 1956, després de la mort del compositor, amb el títol de Concert per a violí núm. 1, Op. posth.
Bartók va compondre el concert en una etapa difícil de la seva vida, marcada per una profunda preocupació davant l’ascens del feixisme. Amb unes conviccions clarament antifeixistes, es va convertir en objecte de diverses crítiques i atacs a l'Hongria d’abans de la guerra.
Inicialment, Bartók tenia la intenció d’escriure un concert d’un sol moviment estructurat com un cicle de variacions, però Zoltán Székely preferia un concert tradicional de tres moviments. Finalment, tots dos van sortir-se’n amb la seva: Székely va obtenir els tres moviments convencionals, mentre que Bartók va conservar el seu concepte de variació. El segon moviment és una sèrie formal de variacions, i el tercer moviment és una variació del material presentat en el primer.
Tot i que l’obra no utilitza la tècnica dodecafònica pròpiament dita, conté temes construïts amb les dotze notes de l’escala cromàtica, com es pot observar en el primer i el tercer moviment.

## Estructura
Consta dels següents tres moviments:
1. Allegro non troppo
2. Andante tranquillo
3. Allegro molto

El concert està orquestrat per a 2 flautes (la segona també toca el piccolo), 2 oboès (la segona també toca el corn anglès), 2 clarinets (el segon també toca el clarinet baix), 2 fagots (el segon també toca el contrafagot), 4 trompes, 2 trompetes, 3 trombons, timbales, caixa, bombo, plats, triangle, tam-tam (gong), celesta, arpa i cordes.